# El Molo jezik
El Molo jezik (dehes, elmolo, fura-pawa, ldes, “ndorobo”; ISO 639-3: elo) je jezik malenog ribarskog plemena Elmolo sa zaljeva El Molo uz jezero Turkana. Jezik je pred izumiranjem, a većina pripadnika etničke grupe, 700 (2007. BTL), danas se služi jezicima samburu [saq] ili turkana [tuv]. Kaayo Lepolote, posljednja osoba koja je tečno govorila ovaj jezik umro je oko 2003. godine u selu El Molo.
Jezik pripada zapadnim omo-tana jezicima, šira istočnokušitska skupina. Godine 1994 bilo je 8 govornika (1994. I. Larsen).

## Vanjske poveznice
- Ethnologue (14th)
- Ethnologue (15th)